# KOBUKURO LIVE TOUR '09 "CALLING" FINAL
『KOBUKURO LIVE TOUR '09 "CALLING" FINAL』（コブクロ　ライブツアー　'09　"コーリング"　ファイナル）は、フォークデュオコブクロの7枚目のライブDVD、及びライブBlu-rayである。2010年4月21日発売。発売元はワーナーミュージック・ジャパン。

## 概要
- 2009年11月28日に行われた日本武道館でのツアーファイナルを収録。DVDは二枚組、Blu-rayは一枚。
- 初回版はスペシャルパッケージ、特典封入。
- 尚、今作発売日に過去作であるWay Back To tomorrowツアーと5296ツアーの映像作品がBlu-rayで発売された。

## 収録曲

### Disc 1
| #   | タイトル                | 作詞・作曲 |
| --- | ----------------------- | ---------- |
| 1.  | 「オープニング」        |            |
| 2.  | 「サヨナラ HERO」       | 小渕健太郎 |
| 3.  | 「虹」                  | 小渕健太郎 |
| 4.  | 「MC」                  |            |
| 5.  | 「NOTE」                | 小渕健太郎 |
| 6.  | 「Sunday kitchen」      | 小渕健太郎 |
| 7.  | 「Summer rain」         | 小渕健太郎 |
| 8.  | 「MC」                  |            |
| 9.  | 「君といたいのに」      | 小渕健太郎 |
| 10. | 「MC」                  |            |
| 11. | 「そばにいれるなら•••」 | 小渕健太郎 |
| 12. | 「MC」                  |            |
| 13. | 「ルルル」              | 小渕健太郎 |
| 14. | 「恋心」                | 小渕健太郎 |
| 15. | 「天使達の歌」          | 小渕健太郎 |
| 16. | 「To calling of love」  | 黒田俊介   |
| 17. | 「MC」                  |            |

### Disc 2
| #   | タイトル                 | 作詞・作曲          |
| --- | ------------------------ | ------------------- |
| 1.  | 「MC」                   |                     |
| 2.  | 「Moon Light Party!!」   | 小渕健太郎          |
| 3.  | 「LOVER'S SURF」         | 小渕健太郎          |
| 4.  | 「神風」                 | 小渕健太郎          |
| 5.  | 「轍-わだち-」           | 小渕健太郎          |
| 6.  | 「MC」                   |                     |
| 7.  | 「赤い糸」               | 小渕健太郎          |
| 8.  | 「STAY」                 | 小渕健太郎          |
| 9.  | 「アンコールMC」         |                     |
| 10. | 「ここにしか咲かない花」 | 小渕健太郎          |
| 11. | 「時の足音」             | 小渕健太郎•黒田俊介 |
| 12. | 「クロージング」         |                     |

| #  | タイトル                           | 作詞 | 作曲・編曲 |
| -- | ---------------------------------- | ---- | ---------- |
| 1. | 「"CALLING" 全公演ダイジェスト!!」 |      |            |
| 2. | 「"CALLING" TOUR DOCUMENTARY」     |      |            |

## バンドメンバー
- 福原将宜：Guitar
- 山田裕之：Bass
- 桜井正宏：Drums
- 松浦基悦：Piano, Organ
- 坂井"Lumbsy"秀彰：Percussion
- 漆原直美：1st Violin
- 藤縄陽子：2nd Violin
- 渡邉智生：Viola
- 原口梓：Cello

## ライブ音源CD
『KOBUKURO LIVE TOUR '09 "CALLING" FINAL』は、コブクロのライブ・アルバム。CDは2016年6月15日発売『TIMELESS WORLD』特別限定セットのみの生産で、現在は販売終了している。2019年3月20日からは配信が開始されている。

### 概要
2016年リリースの9thアルバム『TIMELESS WORLD』の発売時に、特別限定セットとして、当時リリースされていた映像作品全11作品(ファンサイト限定品除く)がアルバム1枚につき1作選べるセットで発売された。完全受注生産のため、生産は終了している。
2019年3月20日からは各音楽サイトにて配信が開始している。
CDのジャケットは、同タイトルのDVDのジャケットを小渕がイラストで再現したものとなっている。
配信版のジャケットはDVDと同様のものとなっている。
なお、収録されているのはDVD版の本編のみで、ボーナス映像にあたる箇所については、収録されていない。

### 収録曲
DISC1
| #         | タイトル                | 作詞・作曲 | 時間  |
| --------- | ----------------------- | ---------- | ----- |
| 1.        | 「オープニング」        |            | 3:23  |
| 2.        | 「サヨナラ HERO」       | 小渕健太郎 | 4:22  |
| 3.        | 「虹」                  | 小渕健太郎 | 5:21  |
| 4.        | 「MC」                  |            | 11:56 |
| 5.        | 「NOTE」                | 小渕健太郎 | 5:33  |
| 6.        | 「Sunday kitchen」      | 小渕健太郎 | 5:02  |
| 7.        | 「Summer rain」         | 小渕健太郎 | 6:25  |
| 8.        | 「MC」                  |            | 7:52  |
| 9.        | 「君といたいのに」      | 小渕健太郎 | 6:39  |
| 10.       | 「MC」                  |            | 3:31  |
| 11.       | 「そばにいれるなら•••」 | 小渕健太郎 | 8:27  |
| 合計時間: | 合計時間:               | 合計時間:  | 68:31 |

DISC2
| #         | タイトル               | 作詞・作曲 | 時間  |
| --------- | ---------------------- | ---------- | ----- |
| 1.        | 「MC」                 |            | 2:38  |
| 2.        | 「ルルル」             | 小渕健太郎 | 4:32  |
| 3.        | 「恋心」               | 小渕健太郎 | 5:52  |
| 4.        | 「天使達の歌」         | 小渕健太郎 | 5:40  |
| 5.        | 「To calling of love」 | 黒田俊介   | 9:02  |
| 6.        | 「MC」                 |            | 31:26 |
| 合計時間: | 合計時間:              | 合計時間:  | 59:10 |

DISC3
| #         | タイトル                 | 作詞・作曲          | 時間  |
| --------- | ------------------------ | ------------------- | ----- |
| 1.        | 「MC」                   |                     | 0:52  |
| 2.        | 「Moon Light Party!!」   | 小渕健太郎          | 10:30 |
| 3.        | 「LOVER'S SURF」         | 小渕健太郎          | 4:18  |
| 4.        | 「神風」                 | 小渕健太郎          | 4:40  |
| 5.        | 「轍-わだち-」           | 小渕健太郎          | 6:56  |
| 6.        | 「MC」                   |                     | 3:10  |
| 7.        | 「赤い糸」               | 小渕健太郎          | 7:08  |
| 8.        | 「STAY」                 | 小渕健太郎          | 8:41  |
| 9.        | 「アンコールMC」         |                     | 4:38  |
| 10.       | 「ここにしか咲かない花」 | 小渕健太郎          | 6:46  |
| 11.       | 「時の足音」             | 小渕健太郎•黒田俊介 | 6:32  |
| 12.       | 「クロージング」         |                     | 4:16  |
| 合計時間: | 合計時間:                | 合計時間:           | 68:27 |

収録
2009年11月28日 日本武道館